# Formazione dei Black Sabbath
Quella che segue è una lista dei membri e delle formazioni del gruppo heavy metal britannico dei Black Sabbath.
I Black Sabbath erano una band heavy metal inglese di  Birmingham. Formatosi nel 1968, la prima formazione del gruppo comprendeva il cantante Ozzy Osbourne, il chitarrista Tony Iommi, il bassista Geezer Butler e il batterista Bill Ward. La formazione rimase stabile fino al 1979, quando Osbourne fu licenziato. Successivamente, la band subì numerosi cambi di personale nel corso degli anni, con Iommi che rimase l'unico membro costante. La formazione originale si riunì nel 2011, anche se Ward uscì presto e fu sostituito da Tommy Clufetos fino al ritiro della band nel 2017. I Black Sabbath si esibirono un'ultima volta con la formazione originale per un concerto speciale nel luglio 2025, poche settimane prima della morte di Osbourne.
Nel 2006 intanto Ronnie James Dio (il cantante che aveva sostituito Osbourne nel 1979), Iommi, Butler e Ward si erano riuniti come Heaven & Hell. ll nuovo nome (tratto dall'omonimo album) aveva lo scopo di differenziare tra le formazioni dell'era Osbourne e Dio. Ward fu presto sostituito da Vinny Appice. Gli Heaven & Hell pubblicarono un album in studio, The Devil You Know, prima che Dio morisse, nel 2010.

## Formazione

### Ultima
- Ozzy Osbourne - voce
- Tony Iommi - chitarra
- Geezer Butler - basso
- Bill Ward - batteria

### Altri ex membri
- Ronnie James Dio - voce (1980-1982; 1992-1993)
- Vinny Appice - batteria (1982-1984)
- Ian Gillan - voce (1983-1984)
- David Donato - voce (1984-1985)
- Glenn Hughes - voce (1985-1986)
- Jo Burt - basso (1986-1988)
- Ray Gillen - voce (1986)
- Dave Spitz - basso (1988-1989)
- Eric Singer - batteria (1986-1988)
- Bev Bevan - batteria (1986-1988)
- Geoff Nicholls - tastiera (1986-1996)
- Laurence Cottle - basso (1988-1990)
- Tony Martin - voce (1986-1992)
- Neil Murray - basso (1990-1992)
- Bobby Rondinelli - batteria (1993-1994)
- Cozy Powell - batteria (1992-1993; 1995-1998)
- Tommy Clufetos - batteria (2012-2014)

## Tutte le Formazioni
| 1968-1977 - Ozzy Osbourne - voce - Tony Iommi - chitarra - Geezer Butler - basso - Bill Ward - batteria | 1977-1978 - Dave Walker - voce - Tony Iommi - chitarra - Geezer Butler - basso - Bill Ward - batteria | 1978-1979 - Ozzy Osbourne - voce - Tony Iommi - chitarra - Geezer Butler - basso - Bill Ward - batteria |

| 1979-1980 - Ronnie James Dio - voce - Tony Iommi - chitarra - Geezer Butler - basso - Bill Ward - batteria | 1980-1982 - Ronnie James Dio - voce - Tony Iommi - chitarra - Geezer Butler - basso - Vinny Appice - batteria | 1982-1983 - Ian Gillan - voce - Tony Iommi - chitarra - Geezer Butler - basso - Bill Ward - batteria |

| 1983-1984 - Ian Gillan - voce - Tony Iommi - chitarra - Geezer Butler - basso - Bev Bevan - batteria | 1984-1985 - David Donato - voce - Tony Iommi - chitarra - Geezer Butler - basso - Bill Ward - batteria | 13 luglio 1985 - Ozzy Osbourne - voce - Tony Iommi - chitarra - Geezer Butler - basso - Bill Ward - batteria |

| 1985-1986 - Glenn Hughes - voce - Tony Iommi - chitarra - Dave Spitz - basso - Eric Singer - batteria - Geoff Nicholls - tastiere, chitarra | 1986-1987 - Ray Gillen - voce - Tony Iommi - chitarra - Dave Spitz - basso - Eric Singer - batteria - Geoff Nicholls - tastiere, chitarra | 1987 - Tony Martin - voce - Tony Iommi - chitarra - Bob Daisley - basso - Eric Singer - batteria - Bev Bevan - percussioni - Geoff Nicholls - tastiere, chitarra |

| 1987-1988 - Tony Martin - voce - Tony Iommi - chitarra - Jo Burt - basso - Terry Chimes - batteria - Geoff Nicholls - tastiere, chitarra | 1988-1989 - Tony Martin - voce - Tony Iommi - chitarra - Laurence Cottle - basso - Cozy Powell - batteria - Geoff Nicholls - tastiere, chitarra | 1989-1991 - Tony Martin - voce - Tony Iommi - chitarra - Neil Murray - basso - Cozy Powell - batteria - Geoff Nicholls - tastiere, chitarra |

| 1991-1992 - Ronnie James Dio - voce - Tony Iommi - chitarra - Geezer Butler - basso - Vinny Appice - batteria | 14-15 novembre 1992 - Rob Halford - voce - Tony Iommi - chitarra - Geezer Butler - basso - Vinny Appice - batteria | 1992-1994 - Tony Martin - voce - Tony Iommi - chitarra - Geezer Butler - basso - Bobby Rondinelli - batteria - Geoff Nicholls - tastiere, chitarra |

| 1994 - Tony Martin - voce - Tony Iommi - chitarra - Geezer Butler - basso - Bill Ward - batteria - Geoff Nicholls - tastiere, chitarra | 1994-1995 - Tony Martin - voce - Tony Iommi - chitarra - Neil Murray - basso - Cozy Powell - batteria - Geoff Nicholls - tastiere, chitarra | 1995-1997 - Tony Martin - voce - Tony Iommi - chitarra - Neil Murray - basso - Bobby Rondinelli - batteria - Geoff Nicholls - tastiere, chitarra |

| 1997 - Ozzy Osbourne - voce - Tony Iommi - chitarra - Geezer Butler - basso - Mike Bordin - batteria | 1998-2006 - Ozzy Osbourne - voce - Tony Iommi - chitarra - Geezer Butler - basso - Bill Ward - batteria | 2011-2012 - Ozzy Osbourne - voce - Tony Iommi - chitarra - Geezer Butler - basso - Bill Ward - batteria |

| 2012-2017 - Ozzy Osbourne - voce - Tony Iommi - chitarra - Geezer Butler - basso | 2025 - Ozzy Osbourne - voce - Tony Iommi - chitarra - Geezer Butler - basso - Bill Ward - batteria |  |

## Tutti i membri, ordinati per strumento

### Membri ufficiali

#### Voce
- Ozzy Osbourne (1968-1977, 1978-1979, 1985, 1997-2006, 2011-2017, 2025)
- Dave Walker (1977-1978)
- Ronnie James Dio (1979-1982, 1991-1992)
- Ian Gillan (1983-1984)
- David Donato (1984-1985)
- Glenn Hughes (1985-1986)
- Ray Gillen (1986-1987)
- Tony Martin (1987-1991, 1992-1997)

#### Chitarra
- Tony Iommi (1968-2006, 2011-2017, 2025)

#### Batteria/Percussioni
- Bill Ward (1968-1979, 1984-1985, 1994, 1997-2006, 2011-2012, 2025)
- Tommy Clufetos (2012-2017)
- Brad Wilk (2013)
- Bev Bevan (1983-1984, 1987)
- Eric Singer (1985-1987)
- Terry Chimes (1987-1988)
- Cozy Powell (1988-1991, 1994-1997)
- Bobby Rondinelli (1992-1994)
- Mike Bordin (1997)
- Vinnie Appice (1979-1983, 1991-1992, 1995-1997)

#### Basso
- Geezer Butler (1968-1985, 1991-1994, 1997-2006, 2011-2017, 2025)
- Dave Spitz (1985-1987)
- Jo Burt (1987)
- Laurence Cottle (1987-1989)
- Neil Murray (1989-1991, 1994-1997)

#### Tastiere
- Geoff Nicholls (1986-1992) (1992-1997)[2]

### Turnisti
- Rick Wakeman[3] (1973)
- Gerald Woodruffe[3] (1975-1977)
- Don Airey[3] (1977-1979)
- Ron Keel (1985-1986)
- Rob Halford (1992-2004)
- Adam Wakeman[3] (2004-2006, 2011-2017)